# Ctenomys contrerasi
Ctenomys contrerasi — вид ссавців гризунів родини тукотукових (Ctenomyidae). Це ендемік у аргентинській провінції Чубут. Природне місце існування — зигофіловий степ із слабким покриттям. Це туко-туко малого та середнього розміру. Має загальну довжину 165–232 мм, хвіст 49–68 мм і вагу 43–146 г. Його назвали на честь аргентинського теріолога та орнітолога Хуліо Р. Контрераса.